# Dalkendorf
Dalkendorf é um município da Alemanha, situado no distrito de Rostock, no estado de Mecklemburgo-Pomerânia Ocidental. Tem 15,30 km² de área, e sua população em 2019 foi estimada em 244 habitantes.